# Geogebra
Geogebra, stiliserat som GeoGebra, är ett Javaprogram för att hantera geometri, algebra och analys. Det är en grafritande miniräknare med extra funktioner. Med programmets hjälp kan man utforska olika matematiska fenomen. Geogebra är öppen källkod och det går att hitta den på den officiella webbplatsen. Det finns också en wiki där det går att läsa hur man kan använda programmet i undervisning. Det är utvecklat av Markus Hohenwarter på Universitetet i Salzburg.
Programmet finns även som app både i IOS och Android. Programmet presenterar matematik med hjälp av grafiska representationer. Det mesta av programmet ligger under licensen GPL, vilket gör det till fri programvara.